# Five for Fighting
John Ondrasik, född 7 januari 1965, är en amerikansk musiker, känd under artistnamnet Five for Fighting. Hans album America Town från 2000 fick 2001 en platinaskiva i USA, mycket tack vare hiten "Superman (It's Not Easy)".
Namnet Five for fighting syftar på ett femminutersstraff i ishockey för slagsmål.

## Diskografi
- 1997 – Message for Albert
- 2000 – America Town
- 2004 – The Battle for Everything
- 2006 – Two Lights
- 2007 – Live: Back Country
- 2009 – Slice
- 2013 – Bookmarks